# Aeroportul Spanish Fork-Springville
Aeroportul Spanish Fork-Springville (IATA: SPK, ICAO: KSPK, FAA LID: SPK) este un aeroport din Spanish Fork⁠(d), Comitatul Utah, Utah, Utah, Statele Unite ale Americii.
Situat la o altitudine de 1.380 m, aeroportul dispune de 1 pistă.

## Infrastructură

### Piste
Aeroportul dispune de o singură pistă. Pista 12/30 are suprafața de asfalt și dimensiunile 6.500 picioare × 100 picioare. 